# ЦИСК архитектура
ЦИСК архитектура е вид дизайн (микроархитектура) в проектирането на микропроцесори. CISC – „Complex Instruction Set Computing“ (Набор от сложни инструкции за изчисления) е един от основните подходи за изграждане на микропроцесорни архитектури. Този метод е известен с широкия си набор от инструкции. Всяка от тези инструкции има специално предназначение и разположени в различни подкатегории.

## История
Още преди появата на РИСК и ЦИСК архитектурите са били откривани различни начини за аритметично смятане. Тази архитектура е базирана на различни аритметични методи комбинирани с различни логични елементи и хардуерно свързани с регистри и шини за данни и адреси. През 1970 г. се създава нов вид инструкции базиран на основополагащ машинен език. Определените инструкции имат различен мнемоничен код.

## Недостатъци
Тази архитектура в съвремието е по-рядко използвана поради големия набор от инструкции и голямата дължина на самите инструкции.

## Примери на ЦИСК архитектури
- System/360
- z/Architecture
- PDP-11
- VAX
- Motorola 68k
- x86